# Owain Goch

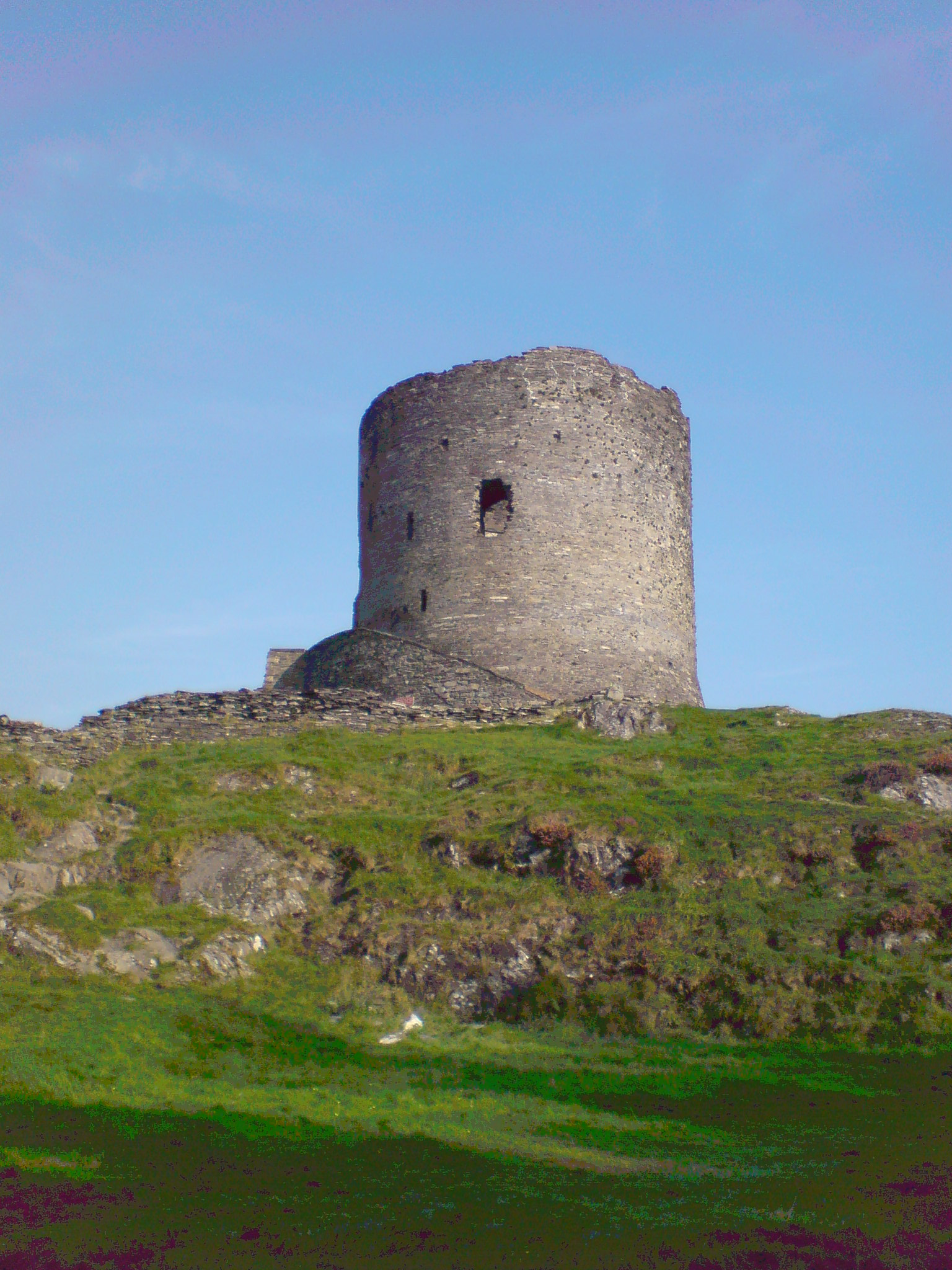
Die Ruine von Dolbadarn Castle, der Burg, in der Owain Goch mehr als 20 Jahre eingesperrt war

Owain Goch (Owain der Rote, eigentlich: Owain ap Gruffydd; † vor 1282) war ein Herrscher des walisischen Fürstentums Gwynedd. 

## Herkunft, Gefangenschaft und Leben als Geisel
Owain Goch entstammte der alten Herrscherfamilie von Gwynedd. Er war der älteste Sohn von Gruffydd ap Llywelyn Fawr und dessen Frau Senana. Nach dem Tod von Fürst Llywelyn ab Iorwerth 1240 wurde er zusammen mit seinem Vater von seinem Onkel Dafydd ap Llywelyn gefangen genommen. Dafydd ap Llywelyn befürchtete, dass sein Halbbruder Gruffydd ap Llywelyn den Thron von Gwynedd beanspruchen könnte, da er der ältere, allerdings uneheliche Sohn von Llywelyn ab Iorwerth war. Nach der Niederlage Dafydds im Krieg gegen den englischen König Heinrich III. begleitete Owain 1241 seinen Vater als Geisel nach England, wo er im Tower of London in milder Haft inhaftiert wurde. Owain blieb auch nach dem Tod seines Vaters 1244 in englischer Gefangenschaft. Anfang 1246 brachte der König während seines erneuten Feldzugs gegen Gwynedd Owain nach Chester, um ihn als Faustpfand gegenüber Dafydd ap Llywelyn einzusetzen. Owain weigerte sich jedoch, Gwynedd zu Lebzeiten seines Onkels zu betreten.

## Fürst von Gwynedd
Nachdem Dafydd im Februar 1246 ohne männliche Nachkommen gestorben war, machte Owain seine Ansprüche auf die Herrschaft in Gwynedd geltend. Als ehemalige Geisel erhielt er jedoch nicht die uneingeschränkte Unterstützung des Adels von Gwynedd und musste sich mit seinem jüngeren Bruder Llywelyn ap Gruffydd arrangieren. Llywelyn und er mussten am 30. April 1247 im Vertrag von Woodstock die englische Oberherrschaft sowie bedeutende Gebietsverluste für Gwynedd akzeptieren, im Gegenzug erkannte der König Owain und Llywelyn als Fürsten von Gwynedd an. Wie die beiden Brüder untereinander ihre Macht aufteilten, ist unklar. In den folgenden Jahren versuchten Owain und Llywelyn die Macht und den Einfluss von Gwynedd wieder auszubauen, so schlossen sie 1251 ein Bündnis mit Maredudd ap Rhys und Rhys Fychan, zwei Herrschern von Deheubarth. Spätestens 1253 kam es jedoch zum Streit zwischen den Brüdern, der vermutlich durch die Erbansprüche ihres jüngeren Bruders Dafydd ausgelöst wurde. Der Streit weitete sich zu einem bewaffneten Konflikt aus. Owain verbündete sich 1255 mit Dafydd gegen Llywelyn, doch Anfang Juni 1255 verloren sie die Schlacht von Bryn Derwin an der Grenze von Arfon und Eifionydd und gerieten in Gefangenschaft ihres Bruders.

## Erneute Gefangenschaft und letzte Jahre
Llywelyn inhaftierte Owain vermutlich in Dolbadarn Castle. 1277 verlor Llywelyn einen Krieg gegen den englischen König Eduard I. und musste den Vertrag von Aberconwy schließen. Eine Bedingung des Vertrags war die Freilassung von Owain, so dass dieser nach über zwanzigjähriger Gefangenschaft wieder frei kam. Gemäß dem Vertrag musste Llywelyn ihm die Halbinsel Lleyn als Herrschaft überlassen, wo Owain vermutlich vor 1282 starb.